# Прокофьев, Гавриил Михайлович
Гавриил Михайлович Прокофьев (25 марта (7 апреля) 1907, с. Белое, Тамбовская губерния, Российская империя — 14 июня 1991, Москва, СССР) — советский лётчик, генерал-майор, участник гражданской войны в Испании 1936—1939 годов и Великой Отечественной войны, Герой Советского Союза (27 июня 1937).

## Биография

### Ранняя биография
Родился 25 марта (7 апреля) 1907 года в селе Белое в семье рабочего. По национальности русский. В 1922 году окончил школу фабрично-заводского ученичества в городе Кадом (Рязанская область), после чего работал слесарем на заводе в городе Выкса Нижегородская области, затем — на Московском автосборочном заводе КИМ.
Поступил на службу в Красную Армию в 1929 году. В 1931 году окончил Московскую школу спецслужб. В том же году вступил в ВКП(б). В 1932 году окончил Военную школу спецслужб ВВС, получил специальность авиатехника и был направлен в Севастопольскую военную школу морских лётчиков и лётнабов.
Вскоре школу перебазировали в Ейск, а Г. Прокофьева, как лучшего техника, перевели из учебной эскадрильи в боевую. В свободное от работы время он посещал лекции по теории лётной подготовки и вскоре по личной просьбе был зачислен курсантом отделения лётнабов, причем сразу на 2-й курс.
В 1934 году окончил Ейскую военную школу морских лётчиков и лётнабов, после чего служил штурманом авиаотряда тяжелобомбардировочной эскадрильи в строевых частях ВВС Московского военного округа.

### Дальний перелёт «Москва — Хабаровск»
В 1936 году совершил перелёт из Москвы в Хабаровск вместе с пилотом Иваном Проскуровым. За успешный полёт и установление рекорда, в числе других участников перелёта удостоен благодарности в приказе наркома обороны СССР № 0124 от 19 августа 1936 года.

### Испания
После перелёта экипаж И. Проскурова возвращался обратно поездом, и за 11 дней поездки сдружился ещё сильнее. По возвращении в Москву Прокофьев вместе с Проскуровым отдыхали в подмосковном санатории «Архангельское». Из газет они узнали, что в Испании началась гражданская война. Они немедленно подали рапорта с просьбой направить их для борьбы с фашизмом, прочли всю доступную литературу по Испании и начали изучать испанский язык.
С октября 1936 года Г. Прокофьев участвовал в боевых действиях в Испании, в составе 1-й интернациональной бомбардировочной эскадрильи. Вначале служил штурманом бомбардировщика Potez-54 в эскадрилье под командованием В. С. Хользунова, затем с ноября 1936 года — штурманом скоростного бомбардировщика СБ в составе эскадрильи под командованием Героя Советского Союза Э. Г. Шахта, а после его отъезда (с февраля 1937 года) — под командованием И. Проскурова. Совершил несколько десятков боевых вылетов на бомбардировщиках «Потез» и СБ. 2 января 1937 года был награждён орденом Красного Знамени.
29 мая 1937 года СБ И. Проскурова и Николая Острякова производили разведку над Балеарскими островами. Над островом Ивиса республиканские бомбардировщики были обстреляны крупным военным кораблем, который они приняли за один из тяжелых крейсеров мятежников. Этот корабль оказался германским броненосцем «Deutschland». Самолёты сбросили несколько бомб, добившись двух прямых попаданий и одного близкого разрыва. Хотя бомбы были весом всего 50 кг, они причинили кораблю значительный ущерб. Взрывы в районе передней надстройки и в центральной части корпуса, вызвали серьёзный пожар. Погибло 24 человека, 82 было ранено.
27 июня 1937 года за мужество и героизм, проявленные при выполнении воинского долга, старшему лейтенанту Гавриилу Михайловичу Прокофьеву было присвоено звание Героя Советского Союза с вручением ордена Ленина. После учреждения знака особого отличия ему была вручена медаль «Золотая Звезда» № 43.

### Между войнами
Летом 1937 года назначен помощником флаг-штурмана ВВС РККА, на этой должности руководил перебазированием самолётов И-15 и СБ из Средней Азии в Китай. 8 марта 1938 года был награждён орденом Красной Звезды.
В 1938 году присвоено воинское звание полковник, и он назначен флаг-штурманом ВВС. Но вскоре обратился к наркому обороны с просьбой освободить его от занимаемой должности и назначить вместо него более опытного штурмана.
В январе 1939 года назначен начальником Полтавских высших авиационных курсов штурманов, которые ещё предстояло сформировать. В сентябре 1939 года решением Военного совета ВВС направлен на Курсы усовершенствования командного состава при Военной академии Генштаба. Руководил переброской авиационных частей с Украины на Кольский полуостров для участия в советско-финской войне в декабре 1939 года. В 1940 году окончил Курсы усовершенствования командного состава при Военной академии Генштаба и вернулся на прежнюю должность.

### Великая Отечественная война
Участвовал в боях Великой Отечественной войны с 1941 года. Лётчики Полтавских курсов под его командованием несли боевое дежурство по прикрытию Штаба Юго-Западного направления в Полтаве. После эвакуации Курсов в Краснодар командовал группой бомбардировщиков, сформированной на базе курсов (в составе 39 СБ и 9 ДБ-3), которая в течение полутора месяцев воевала на Перекопе и Сиваше, находясь в оперативном подчинении начальника ВВС 51-й Отдельной армии. После эвакуации Курсов из Краснодара в Ставрополь руководил действиями по воздушной разведке войск противника. 26 июля 1942 года при отступлении из Ставрополя был тяжело ранен при миномётном обстреле аэродрома, долгое время находился на излечении в госпитале. После выписки из госпиталя и до 1947 года, руководил Краснодарской высшей офицерской школой штурманов ВВС.

### После войны
В 1949 году окончил Военную академию Генштаба, в 1951 году — её военно-исторический факультет. Работал заместителем начальника кафедры Военно-воздушной академии (Монино). С 1961 года генерал-майор Г. Прокофьев — в запасе. После отставки жил в посёлке Монино Щёлковского района Московской области.
Скончался 14 июня 1991 года. Похоронен в Монино на Гарнизонном кладбище.

## Награды
- Герой Советского Союза (27 июня 1937 года, медаль № 43);
- два ордена Ленина;
- два ордена Красного Знамени;
- орден Отечественной войны 1 степени;
- два ордена Красной Звезды;
- медали.
- Почётный гражданин Кадомского района (2009)